# IC 4398
IC 4398 — компактная вытянутая галактика типа SBb в созвездии Волопас.
Этот объект входит в число перечисленных в оригинальной редакции «Нового общего каталога».